# Subaru Stadsauto
De Subaru Stadsauto is een autosoort van het merk Subaru.

## Geschiedenis

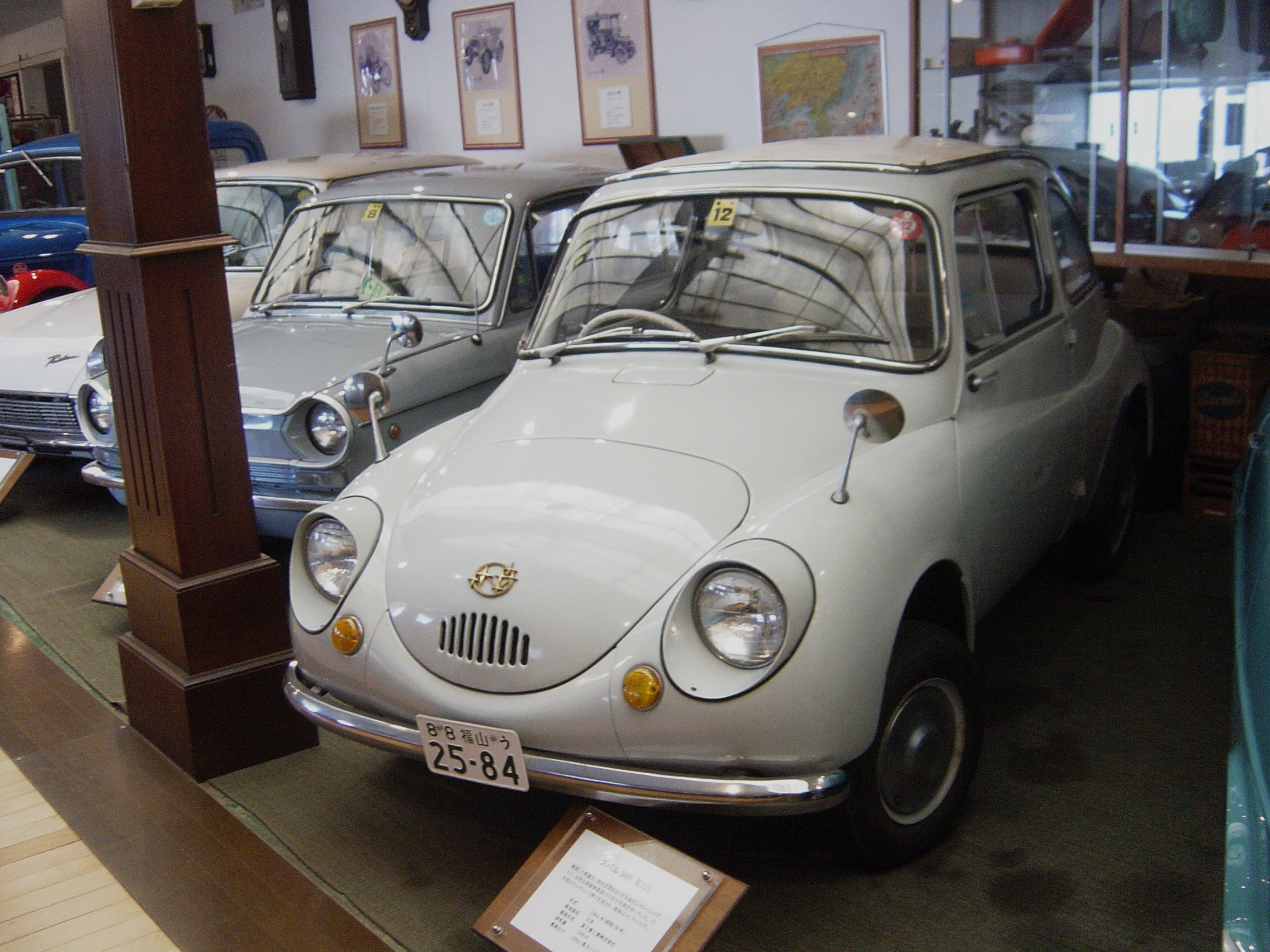
Subaru 360

In 1958 introduceerde Subaru de 360, een dwergauto met een 356 cc tweetakt tweecilindermotor achter de achteras. Qua opzet leek dit model sterk op de Volkswagen Kever. De 360 werd tot 1971 geproduceerd. In 1969 kwam de Subaru R-2 op de markt die tot 1972 werd geproduceerd. De R-2 werd opgevolgd door de Subaru Rex.

## Mini Jumbo

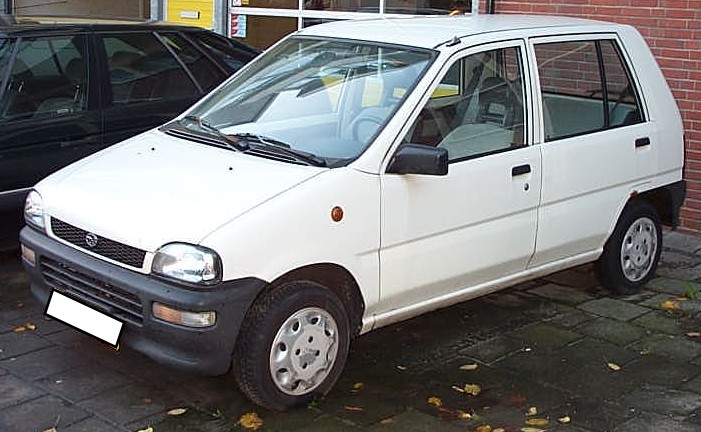
Subaru Mini Jumbo

In 1982 introduceerde Subaru in Nederland de Mini Jumbo die in Japan geleverd werd als Subaru Rex (KA). Uniek voor een stadsauto was dat de Rex in Japan ook leverbaar was met vierwielaandrijving. Het model was voorzien van een 665 cc tweecilinder lijnmotor met 37 pk. De Mini Jumbo was leverbaar als 3- en 5-deurs. 
In 1984 verscheen de op de Mini Jumbo gebaseerde (verlengde en verbrede) Subaru Justy.
In 1986 werd de nieuwe Mini Jumbo (KG) gepresenteerd. Deze had een wat hoekiger vormgeving. Een jaar later werd de Mini Jumbo ook leverbaar met een 758 cc viercilinder lijnmotor met 42 pk. Dit model was tevens voorzien van een vijfde versnelling. De Mini Jumbo is geleverd tot 1992, daarna werd hij opgevolgd door de Vivio.

## Vivio

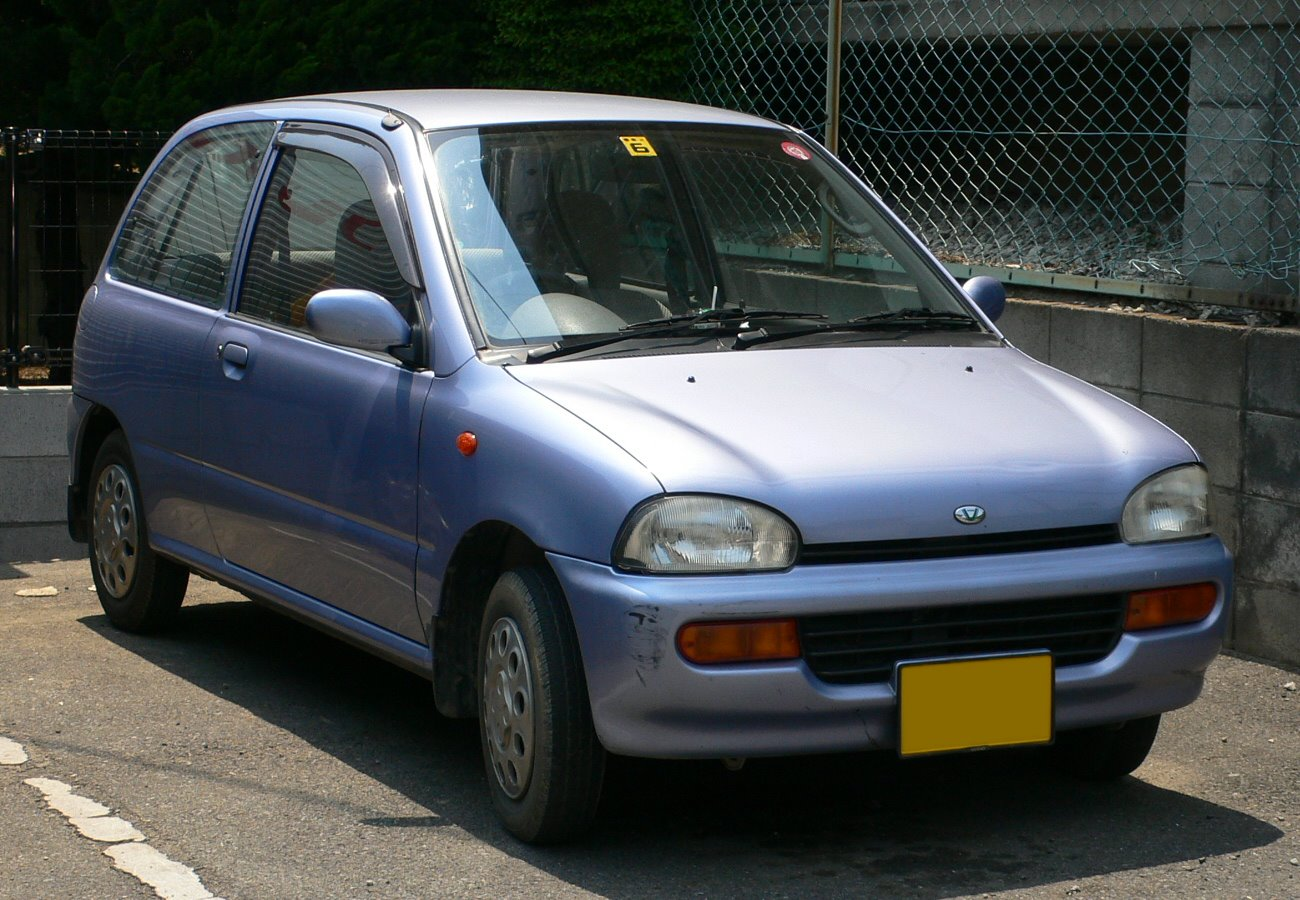
Subaru Vivio

In 1992 introduceerde Subaru de Vivio. Ten opzichte van het design van de Mini-Jumbo was het een radicale verandering: de Vivio is een model met ronde vormen, een hoog dak en een vrij grote voorruit. Ook de Vivio was weer leverbaar als 3- en 5-deurs. Daarnaast waren de ECVT en 4WD als optie leverbaar, al is 4WD in Nederland zeer zeldzaam. De Vivio was voorzien van een 660 cm³ viercilinder lijnmotor met 44pk. De Vivio is tot 2000 geproduceerd. In Japan waren er ook Supercharged-versies met maximaal 64 pk, zoals de RX-R. Verder was er een T-Top versie beschikbaar, met halfopen dak. Deze en andere snelle modellen waren alleen leverbaar in Japan.
Het model is genoemd naar de cilinderinhoud van 660 cm³: in Romeinse cijfers geschreven zou dat VI-VI-O zijn. De naam is ook gebaseerd op de Engelse term "vivid", levendig.
Om de Vivio te promoten reden aspirant-rallycoureur en WRC-ster Colin McRae, Masashi Ishida en de Keniaanse Patrick Njiru in 1993 de Safari Rally met een gehomologeerde versie van de Vivio RX-R, de Vivio Super KK. De drie auto's hadden elk 85 pk bij 6000 tpm. McRae moest stoppen nadat hij Makindu bereikte omdat zijn ophanging kapotging en Ishida moest opgeven omdat zijn koppakking defect raakte. McRae zei over de Vivio dat "you can hide this car in every pothole on the route!" ("Je kunt deze auto in elke kuil op de route verstoppen!") Njiru werd uiteindelijk 12de.

## R2

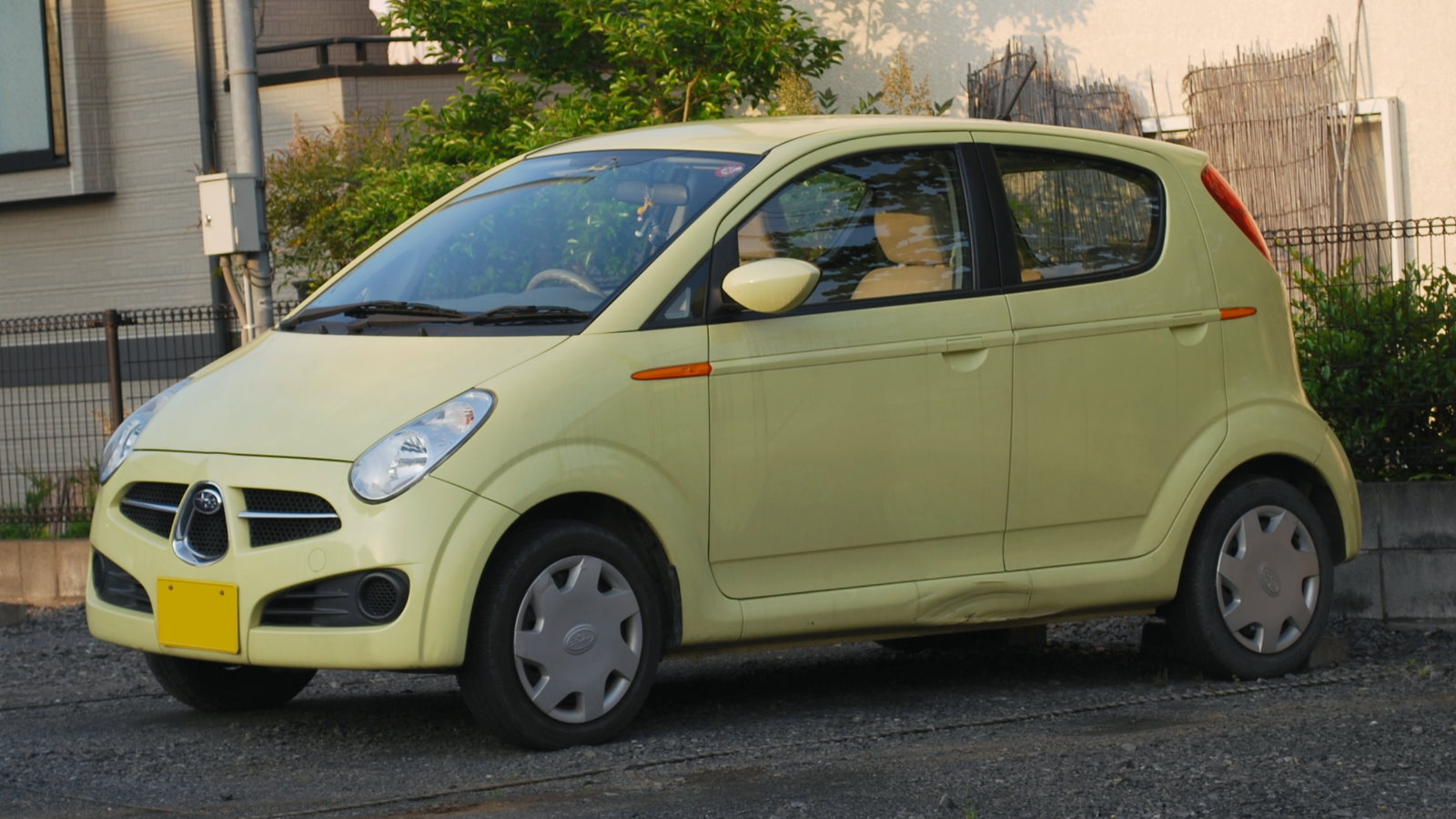
Subaru R2

In 2004 heeft Subaru in Japan de R2 geïntroduceerd. Dit model is echter nooit in Europa geleverd. Net als de Vivio heeft deze dezelfde EN07 660cc motoren met of zonder supercharger en/of DOHC 16V kop.
In productie:
Impreza ·
WRX STi ·
XV · 
Forester ·
Levorg ·
Legacy ·
Outback ·
BRZ

Niet meer geproduceerd:
360 · 
Sambar · 
R-2 · 
Rex (Mini Jumbo) ·
Vivio ·
Exiga ·
Justy/G3X Justy ·
1000 ·
Traviq ·
Baja ·
E-wagon (Libero) · 
1500 ·
Leone · 
Trezia · 
XT · 
SVX ·
Tribeca

Conceptauto's:
Viziv ·
B5-TPH ·
Hybrid Tourer ·
B11S
Acura · Daihatsu · Honda · Infiniti · Lexus · Mazda · Mitsubishi · Mitsuoka · Nissan · Scion · Subaru · Suzuki · Toyota